# Luaces
Luaces (llamada oficialmente Santa María de Luaces) es una parroquia y una aldea española del municipio de Pol, en la provincia de Lugo, Galicia.

## Organización territorial
La parroquia está formada por once entidades de población:

### Entidades de población
Entidades de población que forman parte de la parroquia:
- Luaces
- Nixela
- Outeiro (O Outeiro)
- Porto da Valiña (O Porto da Valiña)
- Pousadela
- Sarille
- Subarreiro
- Trasín
- Valiña (A Valiña)
- Vilar do Infante

### Despoblado
Despoblado que forma parte de la parroquia:
- Ribadauga

## Demografía

### Parroquia
| Gráfica de evolución demográfica de Luaces (parroquia) entre 2000 y 2020 |
|                                                                          |
| Datos según el nomenclátor publicado por el INE.                         |

### Aldea
| Gráfica de evolución demográfica de Luaces (aldea) entre 2000 y 2020 |
|                                                                      |
| Datos según el nomenclátor publicado por el INE.                     |